# 381323 Fanjinshi
381323 Fanjinshi è un asteroide della fascia principale. Scoperto nel 2007, presenta un'orbita caratterizzata da un semiasse maggiore pari a 3,1793972 au e da un'eccentricità di 0,2134533, inclinata di 20,10366° rispetto all'eclittica.